# Тишенківка (селище)
Тишенківка —  селище в Україні, у Мартинівській сільській громаді Полтавського району Полтавської області. Населення становить 221 осіб. До 2019 орган місцевого самоврядування — Мартинівська сільська рада.

## Географія
Село Тишенківка знаходиться на відстані 1 км від селища Мартинівка.

## Історія
12 червня 2020 року, відповідно до розпорядження Кабінету Міністрів України № 721-р «Про визначення адміністративних центрів та затвердження територій територіальних громад Полтавської області», селище увійшло до складу Мартинівської сільської громади.
19 липня 2020 року, в результаті адміністративно - територіальної реформи та ліквідації Карлівського району, селище увійшло до складу новоутвореного Полтавського району Полтавської області.

## Економіка
- Свино-товарна ферма.